# Schloss Waldstetten

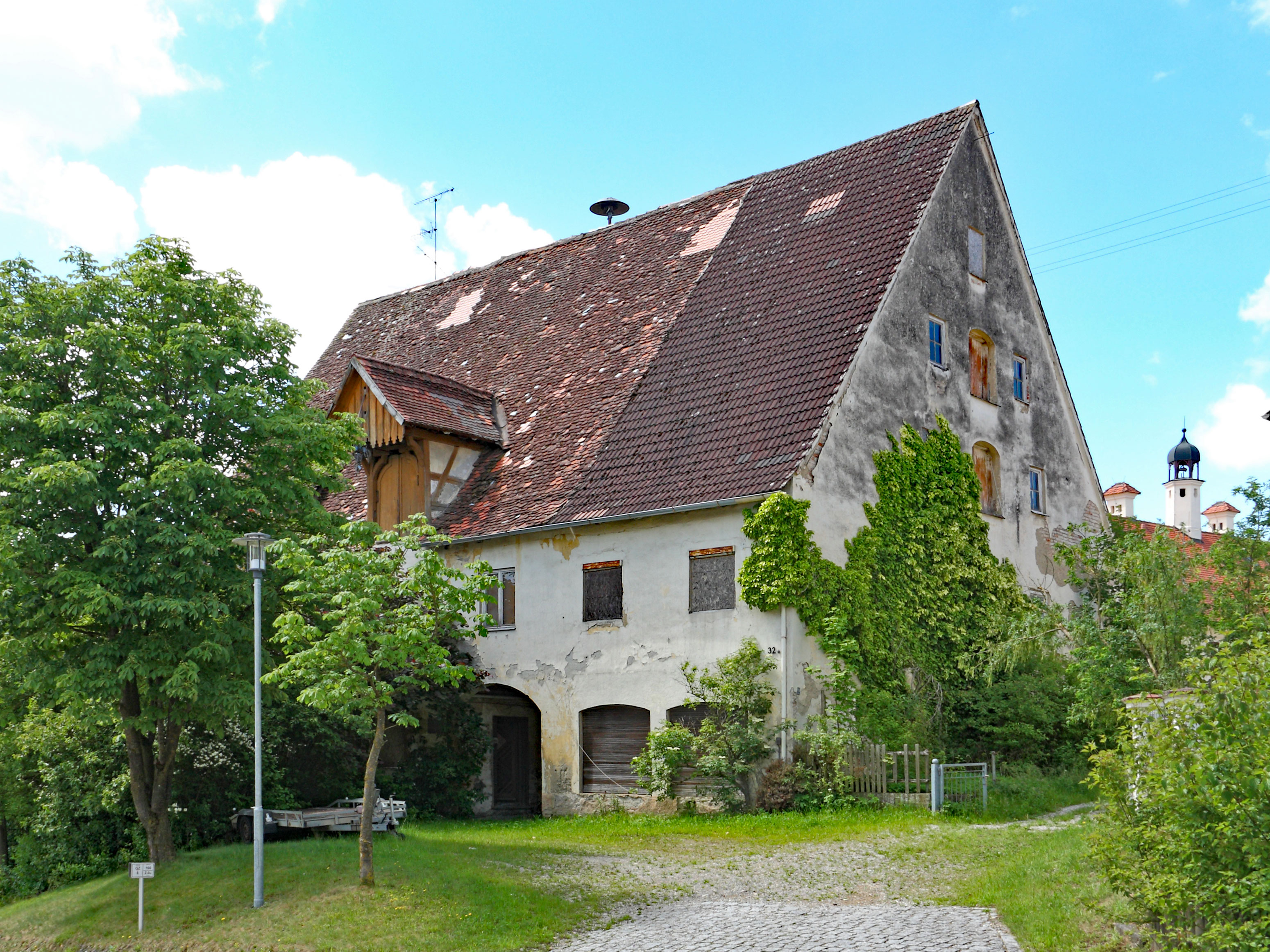
Schloss Waldstetten

Schloss Waldstetten ist ein Schloss in der Marktgemeinde Waldstetten im schwäbischen Landkreis Günzburg in Bayern.

## Geschichte
Waldstetten wurde im Jahre 1275 in der Zehntsteuerliste der Diözese Konstanz, dem „liber decimationis“, erstmals urkundlich erwähnt. Die Pfarrei Waldstetten gehörte damals zum Dekanat Süßen und zum Bistum Konstanz, der Ort selbst den Herren von Rechberg. Im Städtekrieg von 1449 wurde die rechbergsche Burg auf dem Eichhölzle bei Waldstetten vom Heer aus Gmünd und Hall belagert und zerstört. 1672 wurde das Rittergut Waldstetten an die Grafen von Gravenegg verkauft, die es 1699 an das Stiftskapitel der Fürstpropstei Ellwangen weiter veräußerten. Im Jahre 1802 fielen im Zuge der Säkularisation alle Besitztümer der Propstei Ellwangen an das Haus Württemberg.
Das Schloss mit Eckerker und stattlichem Giebeldach ist heute in Privatbesitz.